# Changa Manga
Changa Manga es un bosque plantado y un parque de vida silvestre en el distrito de Kasur, Punjab, al norte de Pakistán.
El nombre de "Changa Manga" viene de la vieja historia de dos ladrones, Changa y Manga, que solían supuestamente esconderse en los bosques, junto con sus botines. Con el paso del tiempo las historias han sido moldeados en aventuras que cada niño en esa área cuenta.
El bosque es accesible desde una carretera la N-5 cerca de la autopista Bhai PheruAnd Chunian. El bosque tiene una superficie de 48,6 kilómetros cuadrados (12.000 acres) y es uno de los mayores bosques artificiales en el planeta.